# East i
East i是東日本旅客鐵道（JR東日本）所擁有電氣、軌道綜合檢測車的暱稱，目前有下列三種型式：
- JR東日本E926型電聯車（East i）：用於1435mm軌距新幹線與迷你新幹線。
- JR東日本E491系電聯車（East i-E）：用於1067mm軌距的電氣化區間在來線。
- JR東日本KiYa E193系柴聯車（East i-D）：用於1067mm軌距的非電氣化區間在來線。

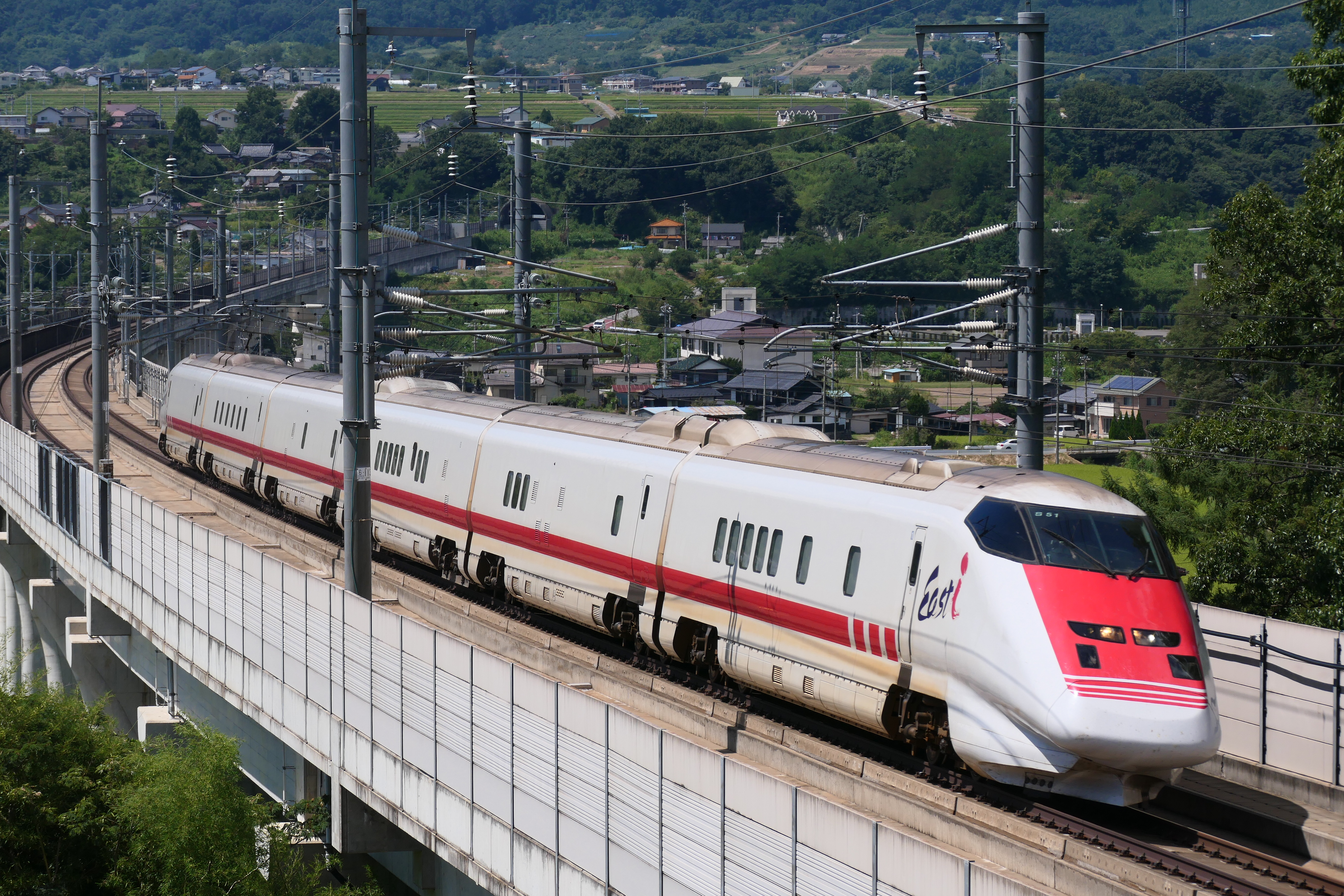
E926形｢East i｣
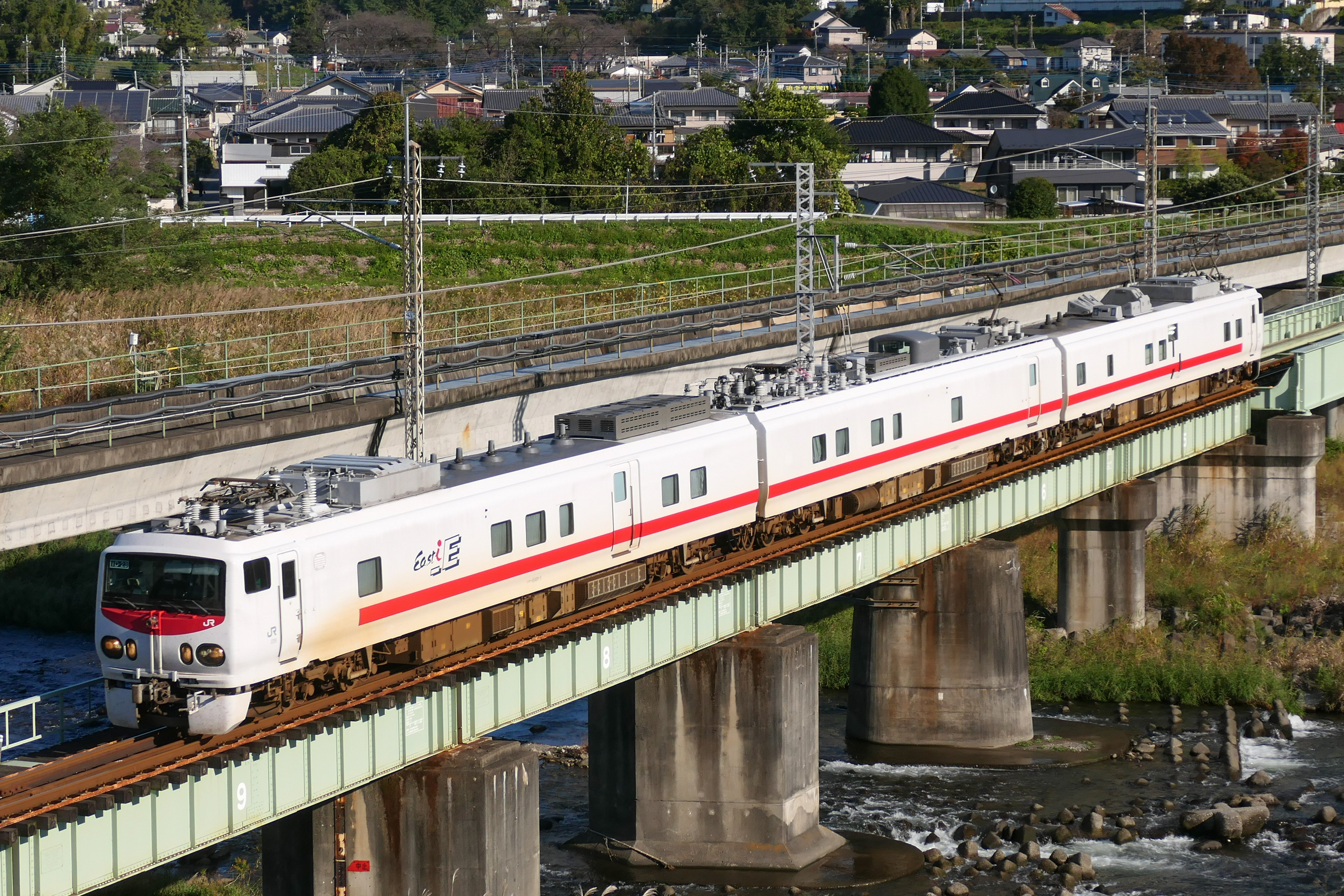
E491系｢East i-E｣
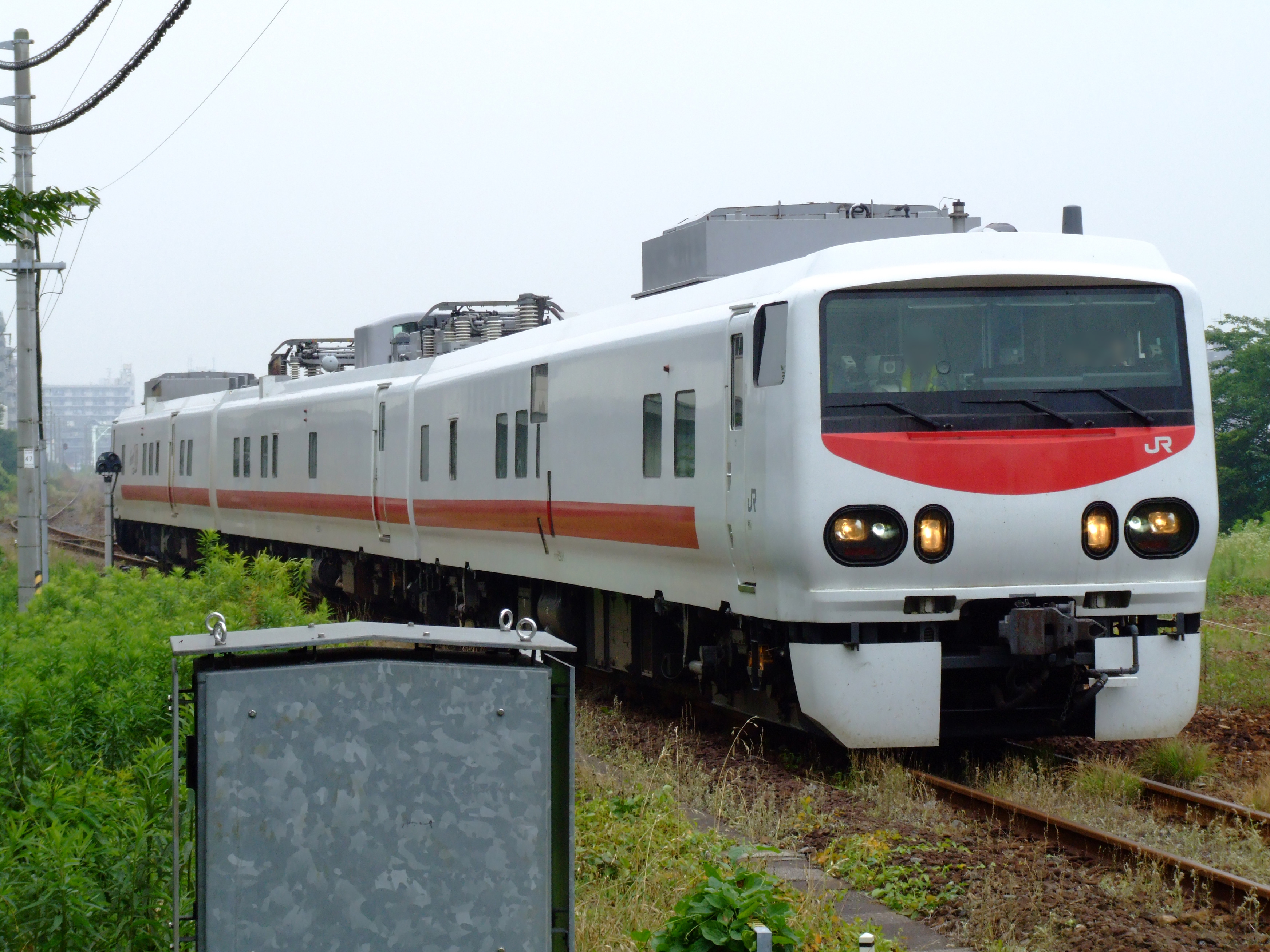
キヤE193系｢East i-D｣

## 另見
- Dr. Yellow：JR東海及JR西日本新幹線電氣、軌道綜合檢測車的暱稱
- Doctor-WEST：即KiYa 141系柴聯車（日语：JR西日本キヤ141系気動車），JR西日本的1067mm軌距電氣、軌道綜合檢測車之暱稱
- Doctor東海：即KiYa 95系柴聯車（日语：JR東海キヤ95系気動車），JR東海的1067mm軌距電氣、軌道綜合檢測車之暱稱

## 外部連結
- 東日本電気エンジニアリング株式会社 メンテナンス（East i）